# عدیل چرچانی
عدیل چرچانی (انگلیسی: Adil Çarçani; زاده ۵ مهٔ ۱۹۲۲ – درگذشته ۱۳ اکتبر ۱۹۹۷) سیاست‌مدار اهل آلبانی بود. وی از ۱۸ دسامبر ۱۹۸۱ تا ۲۲ فوریه ۱۹۹۱ نخست‌وزیر آلبانی بود.
عدیل چرچانی در ۱۳ اکتبر ۱۹۹۷، در سن ۷۵ سالگی در تیرانا درگذشت.